# 国際安全保障学会
国際安全保障学会（こくさいあんぜんほしょうがっかい、英: Japan Association for International Security, JAIS）は、日本の国際政治学者・安全保障研究者・院生を対象とした学術組織である。

## 概要
1973年、安全保障や軍事防衛問題に関する理論的・実証的な研究を行なう目的から防衛学会として設立された。伝統的な国家安全保障や軍事防衛問題の研究を重視しつつ、さらに安全保障研究の総合的発展を期して、2000年に国際安全保障学会と名称を変更した。
現会長は西原正（防衛大学校名誉教授）。現在、赤木完爾、岩間陽子、梅本哲也、太田文雄、神谷万丈、高木誠一郎、土山實男、星野俊也、村田晃嗣、道下徳成、吉崎知典などが、理事を務めている。また、本学会は、日本学術会議の協力学術研究団体である。
年4回、学会誌である『国際安全保障』を発行している。会員数は、2010年時点で約600名である。

## 歴代会長
歴代会長として、佐伯喜一（初代会長）、神谷不二、佐瀬昌盛（現名誉会長）などがいる。

## 研究奨励事業
国際安全保障学会では、防衛・安全保障に関わる研究を奨励する目的から、「最優秀出版奨励賞」および「『国際安全保障』最優秀新人論文賞」の2つの賞を設けている。
- 「最優秀出版奨励賞」（加藤陽三賞）
  - 2003年度 - 村山祐三 『経済安全保障を考える―海洋国家日本の選択』 NHK出版、2003年
  - 2004年度 - 上杉勇司 『変わりゆく国連PKOと紛争解決 ―平和創造と平和構築をつなぐ 』 明石書店、2004年
  - 2005年度 - 松村昌廣 『 軍事情報戦略と日米同盟―C4ISRによる米国支配』 芦書房、2005年
  - 2006年度 - 中島信吾 『戦後日本の防衛政策』 慶應義塾大学出版会、2006年

- 「最優秀出版奨励賞」（佐伯喜一賞）
  - 2007年度
    - 信田智人 『冷戦後の日本外交―安全保障政策の国内政治過程』 ミネルヴァ書房、2006年
    - 青木節子 『日本の宇宙戦略』 慶應義塾大学出版会、2006年

  - 2008年度
    - 金子譲 『NATO北大西洋条約機構の研究―米欧安全保障関係の軌跡』 彩流社、2008年
    - 石津朋之 『リデルハートとリベラルな戦争観』 中央公論新社、2008年

  - 2009年度 - 楠綾子 『吉田茂と安全保障政策の形成―日米の構想とその相互作用、1943-1952年』 ミネルヴァ書房、2009年
  - 2010年度 - 梅本哲也『アメリカの世界戦略と国際秩序』 ミネルヴァ書房、2010年
  - 2011年度
    - 荒川憲一『戦時経済体制の構想と展開―日本陸海軍の経済史的分析』 岩波書店、2011年
    - 柴山太『日本再軍備への道―１９４５～１９５４年』 ミネルヴァ書房、2010年

  - 2012年度
    - 川名晋史『基地の政治学―戦後米国の海外基地拡大政策の起源』白桃書房、2012年

- 『国際安全保障』最優秀新人論文賞
  - 2003年 - 青井千由紀
  - 2004年 - （該当作なし）
  - 2005年 - 道下徳成
  - 2006年 - 宮下雄一郎
  - 2007年 - 鈴木一人
  - 2008年 - 千々和泰明
  - 2009年 - 吉田真吾
  - 2010年 - 黒﨑将広
  - 2011年 - 白鳥潤一郎
  - 2012年 - 布施哲